# Ojbalos
Ojbalos (gr. Οἴβαλος Oíbalos, łac. Oebalus) – w mitologii greckiej król Sparty.
Był synem Kynortasa i drugim mężem Gorgofony. Miał z nią trzech synów:Tyndareosa, Ikariosa i Hippokoona. Ojbalos często jest mylony z pierwszym mężem Gorgofony, Perieresem, synem Eola. Chociaż są niezwiązanymi ze sobą postaciami czasami Ojbalos bywa uznawany za syna Perieresa.